# Малая Белозёрка
Ма́лая Белозёрка (укр. Мала Білозерка), Верхняя (Малая, Белозерск) Белозерка — село, Малобелозёрский сельский совет, Васильевский район, Запорожская область, Украина
Код КОАТУУ — 2320983301. Население по переписи 2001 года составляло 5 949 человек. Является административным центром Малобелозёрский сельский совет, в который, кроме того, входит село
Новобелозёрка.

## Географическое положение
Село Малая Белозёрка находится на одном из истоков реки Большая Белозёрка, на расстоянии в 2,5 км от сёл Ульяновка и Новобелозёрка. На реке большая запруда. Через село проходят автомобильные дороги Т-0810, Т-0817 и железная дорога, станция Малая Белозёрка в 1,5 км.

## История
На территории села Малая Белозёрка обнаружены в кургане остатки погребения эпохи бронзы (II тысячелетие до нашей эры) и скифского времени (IV—III вв. до нашей эры).
Дата основания поселения 1784 год. На конец XIX столетия Верхняя (Малая, Белозерск) Белозерка — село Мелитопольского уезда, Таврической губернии, при балке Белозерской, в 50 верстах на северо-северо-запад от уездного города. 
На 1891 год в селе проживало 8 836 жителей, душ обоего пола, было 1 349 дворов, православная церковь, еврейский молитвенный дом, одна школа, пять лавок, два бондарных заведения, одно колесное, постоялый двор, винный склад, проводились две ярмарки.
На 1907 год 9 000 жителей.
В сентябре 1941 года село от нацистских захватчиков и их союзников защищала 136-я стрелковая дивизия она заняла позиции в районе сел Малые и Большие Белозёрки. Против неё был сосредоточен 1-й горнострелковый корпус румын и до двух немецких пехотных дивизий. В бой стрелковая дивизия вступила 28 сентября 1941 года в районе села Малые Белозерки (60 км северо-западнее города Мелитополь) в составе 18-й армии Южного фронта РККА ВС Союза ССР.

## Экономика
- Запорожский железорудный комбинат, ЗАО.
- Агропроизводственная фирма имени В.И. Чапаева.
- Агрофирма «Белозёрка».
- ОАО «Знамя».

## Объекты социальной сферы
- Три школы.
- Малобелозёрская эстетическая гимназия-интернат «Дивосвит».
- Музыкальная школа.
- Больница.
- Фельдшерско-акушерский пункт.
- Три детских сада.

## Известные люди
- Борисенко, Семён Иванович (1900—1992) — советский врач-хирург, Герой Социалистического Труда.
- Харченко, Фёдор Алексеевич (1923—1944) — Герой Советского Союза.
- Якуба, Антон Гурьевич (1907—1985) — Герой Советского Союза.
- Пенькас, Василий Антонович (1928—1995) — Герой Социалистического Труда, бригадир тракторной бригады колхоза «Мир» Михайловского района Запорожской области.

## Достопримечательности
- Братская могила советских воинов.
- Белозёрское урочище входит в национальный парк «Великий Луг».